# Mazurka-ballet
La Mazurka-ballet, op. 181, est une œuvre de la compositrice Mel Bonis.

## Composition
Mel Bonis compose sa Mazurka-ballet pour piano sous le pseudonyme de Pierre Domange. L'œuvre est publiée à titre posthume par les éditions Furore en 2015.

## Discographie
- Le diamant noir, par Laurent Martin (piano), Ligia Digital, 2016

## Sources
- Étienne Jardin, Mel Bonis (1858-1937) : parcours d'une compositrice de la Belle Époque, 2020 (ISBN 978-2-330-13313-9 et 2-330-13313-8, OCLC 1153996478, lire en ligne)